# Volusia megye
Volusia megye az Amerikai Egyesült Államokban, azon belül Florida államban található. Megyeszékhelye DeLand, legnagyobb városa Deltona. Lakosainak száma 553 543 fő (2020. április 1.). Volusia megye Flagler, Seminole, Brevard, Orange, Lake, Marion és Putnam megyékkel határos.

## Népesség
A megye népességének változása:
| Lakosok száma | 494 630 | 494 319 | 496 903 | 500 800 | 517 887 | 553 543 |
|               | 2010    | 2011    | 2012    | 2013    | 2015    | 2020    |